# Manfred Toeppen
Manfred Kurt Washington Toeppen (Saint Louis, Missouri, 3 de setembre de 1887 – Los Angeles, Califòrnia, 18 de juliol de 1968) va ser un waterpolista estatunidenc que va competir a principis del segle xx.
El 1904 va prendre part en els Jocs Olímpics de Saint Louis, on va guanyar la medalla de bronze en la competició de waterpolo com a membre de l'equip Missouri Athletic Club. Era fill del lluitador Hugo Toeppen, que va participar en les proves de lluita en aquests mateixos Jocs.